# Salpausselkä-backarna

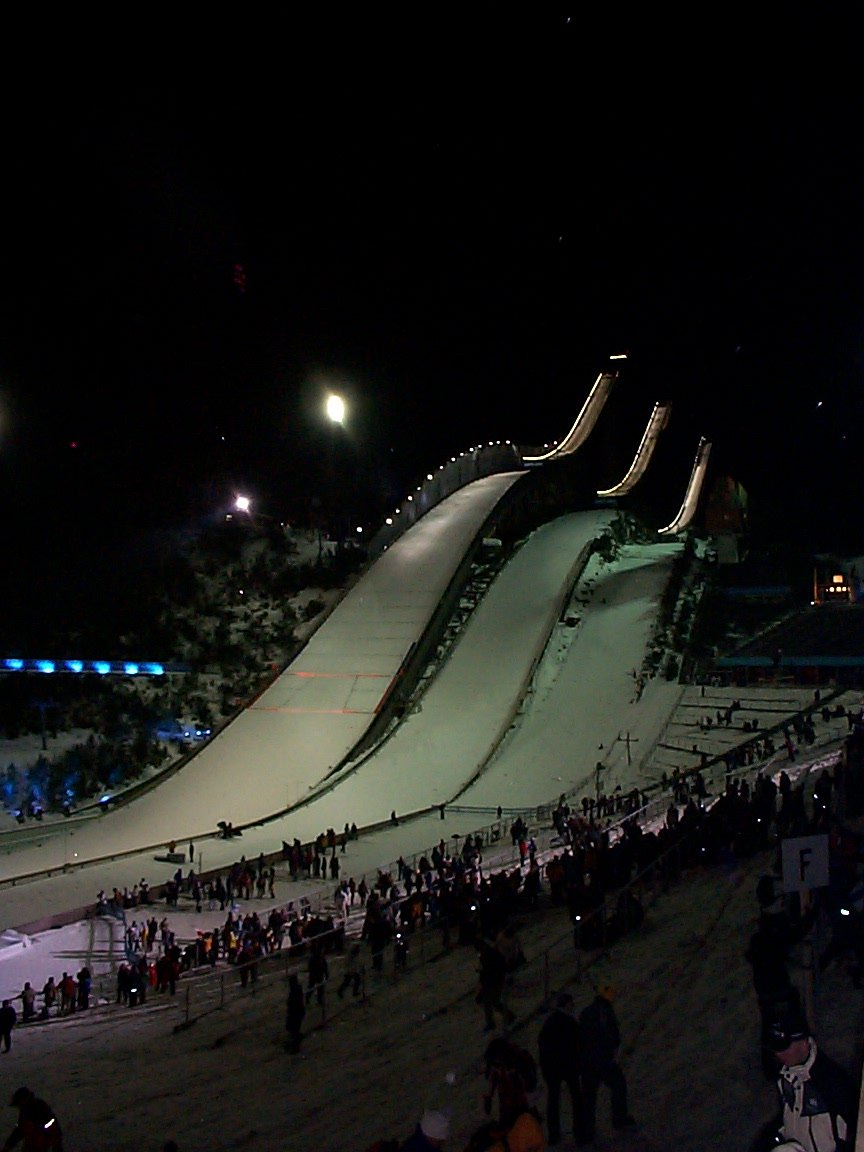
Salpausselkä-backarna under Skid-VM 2001

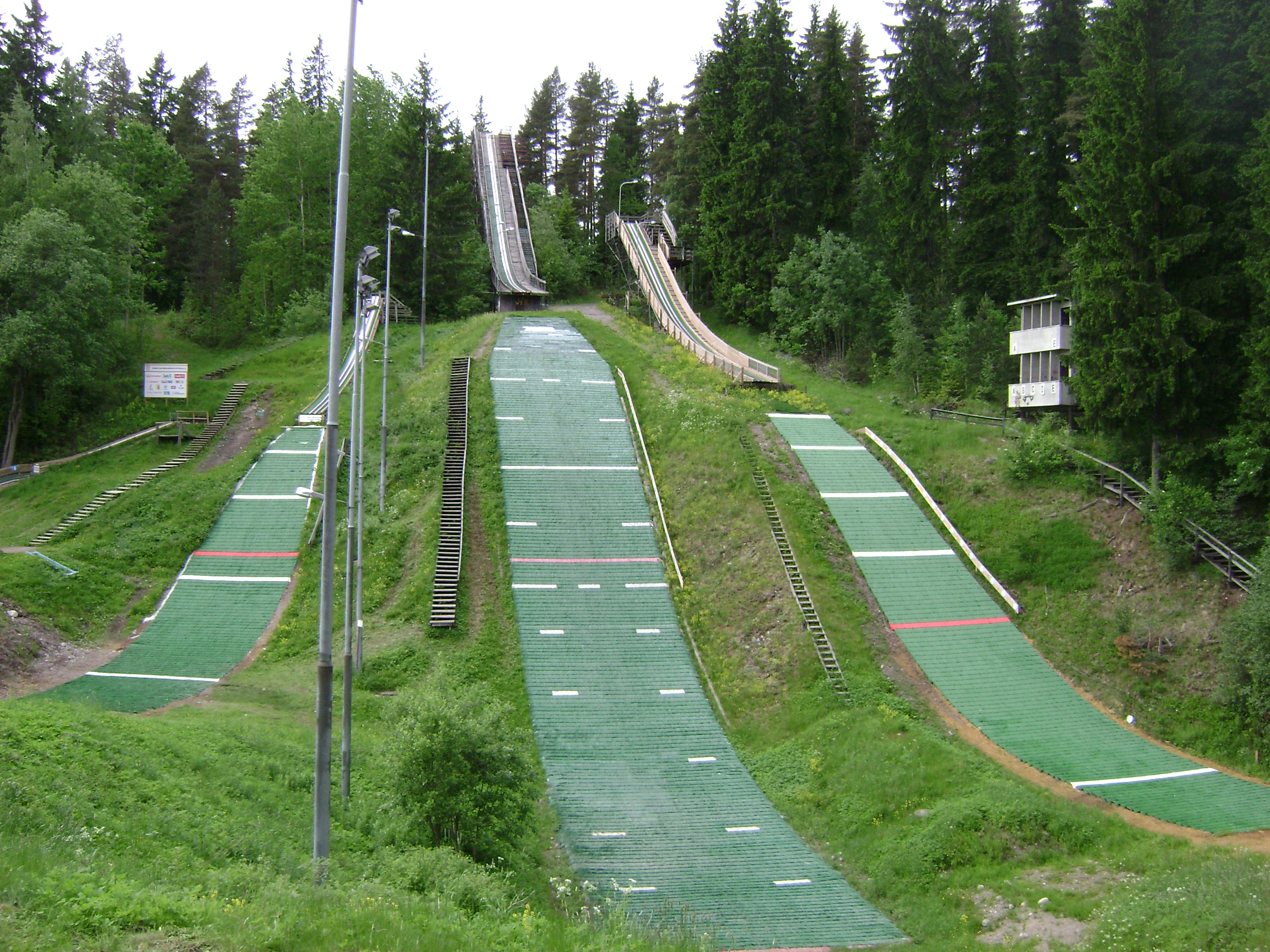
Småbackarna
Från vänster: K15, K38, K25

Salpausselkä-backarna (finska: Salpausselän hyppyrimäet) är en backhoppningsanläggning nära staden Lahtis (finska: Lahti, tidigare: Lachtis) i landskapet Päijänne-Tavastland. Anläggningen har fått namn efter Salpausselkä-åsen, vid södra stranden av sjön Vesijärvi. Hoppbackarna, (tre större backar med K-punkt/backstorlek K116/HS130, K90/HS97 och K64/HS70 samt fem mindre hoppbackar med K-punkt K38, K25, K15, K8 och K6) är en del av idrottsanläggningen Lahtis Sportscenter (finska: Lahden Urheilukeskus), som också omfattar ett stadion för längdåkning och skidskytte, samt fotboll-/friidrottsarenan Lahden stadion, som är hemmaplan för fotbollsklubben FC Lahti. Vid foten av den största hoppbacken ligger en simbassäng.
Anläggningen i Salpausselkä har varit arena för backhoppning alla sex gångerna skid-VM arrangerats i Lahti: 1926, 1938, 1958, 1978, 1989  och 2001. Ingen annan ort har arrangerat skid-VM flera gånger än Lahtis. Längdåknings- och backhoppningsanläggningen är arena för Lahtisspelen, som arrangerats de flesta åren sedan 1923, och som i dag är en del av världscupen i längdåkning, nordisk kombination och backhoppning.

## Historia
Hoppbacken som byggdes 1923, låg i 90 graders vinkel i förhållande till dagens backar. Redan 1926 arrangerades skid-VM här.
VM 1926 arrangerades i Lahtis mellan den 4 och 6 februari 1926. Nyhet inom längdskidåkningen denna gång var att 18 kilometer var ersatt av 30 kilometer. Det var fyra tävlingar; två längdåkningstävlingar (30 och 50 kilometer), backhoppning och nordisk kombination individuellt (backhoppning + 17 kilometer längdskidåkning). Norge tog alla medaljerna i tävlingarna i backhoppning (Jacob Tullin Thams vann) och kombinationen (där Johan Grøttumsbråten tog guldet). Finland tog alla medaljerna i längdåkningen utom bronset på 5-milen som gick till Norge. Matti Raivio tog båda guldmedaljerna i längdåkningen före Tauno Lappalainen som tog båda silvermedaljerna.
VM 1938 ägde rum i Lahtis mellan den 24 och 28 februari 1938. En längdskidåkningsdisciplin hade tillkommit sedan 1926-VM; 4 x 10 kilometer stafett. 18 kilometer kom tillbaka i stället för 30 kilometer. Alla längdåkningstävlingarna vanns av Finland (Pauli Pitkänen vann 18 km och 50 km vanns av Kalle Jalkanen). Tävlingar som involverade backhoppning vanns av norrmän, nordisk kombination av Olaf Hoffsbakken (John Westbergh från Sverige tog silver) och Asbjørn Ruud vann backhoppningen.
VM 1958 hölls i Lahts med längdåkning den 4–9 februari 1958, och backhoppning och nordisk kombination den 1 mars 1958. För första gången i efterkrigstid tävlade tyskar, nu dock som Västtyskland och Östtyskland. VM hade åtta tävlingar på programmet. Det var numera fyra längdåkningstävlingar för herrarna (15 km, 30 km, 50 km och stafett). Damerna hade två längdskidtävlingar 10 km och 3 x 5 km stafett. I grenarna som innehöll backhoppning tog finnarna båda guldmedaljerna. Juhani Kärkinen vann backhoppstävlingen.
VM 1978 ägde rum mellan den 18 och 26 februari 1978. Nyheter sedan 1958 var 5 och 20 kilometer längdåkning för damer och en extra backhoppningstävling. Det tävlades i normalbacke och stor backe. Backarna i Lahtis hade byggts om flera gånger efter 1923. Den största backen hade K-punkt 84. Inför VM 1978 byggdes nya backar, tre backar med K-punkt K113, K88 och K64. De byggdes där den gamla anläggningen låg, men backarna vändes åt ett annat håll för att ge bättre skydd mot vinden. Nya storbacken invigdes 1973 och normalbacke hade första tävlingen 1977. Sovjetunionen blev bästa nation i VM-1978. Östtyskland (DDR) tog två guld i backhoppsrelaterade tävlingar (Konrad Winkler vann kombinationen och Matthias Buse vann i normalbacken). Tapio Räisänen vann i stora backen inför hemmapubliken.
VM 1989 arrangerades 17–26 februari 1989. Ombyggnader och moderniseringar i backarna hade gjorts sedan förra skid-VM. Internationella Skidförbundet (FIS) ställde ständigt nya krav på backanläggningarna. Sista större ombyggnaden gjordes 1985. Backprofilen har dock justerats flera gånger. VM-1989 dominerades av finnarna på hemmaplan. Jari Puikkonen vann tävlingen i stora backen och tog guld i laghoppningen tillsammans med sina lagkompisar från Finland. Jens Weissflog, Östtyskland vann tävlingen i normalbacken. Gunde Svan och Jelena Välbe, Sovjetunionen dominerade i längdskidspåret och Trond Einar Elden tog båda guldmedaljerna i nordisk kombination, det ena i lagtävlingen.
VM 2001 ägde rum mellan 15 och 25 februari 2001 i Lahtis i Finland. Mästerskapet innehöll en hel förändringar mot tidigare. För första gången tävlades det såväl i dubbeljakt som i sprinttävlingar. Mästerskapet präglades även av en dopningsskandal i det finländska landslaget där sex finländska längdskidåkare diskvalificerades. På grund av sträng kyla kunde damernas 30-kilometerlopp i längdskidåkning inte genomföras. Tysken Johann Mühlegg tävlade för Spanien och vann Spaniens första guldmedalj i skid-VM. Det spekulerades i fråga om dopning, och året efter testades Mühlegg positivt för darbepoetin, ett medel som ökar antalet röda blodkroppar.
Det arrangerades fyra backhoppningstävlingar i VM 1989, individuella och lagtävlingar i normalbacke och stor backe. Tyskland, Österrike och Finland vann alla medaljerna i laghoppningen. Tyskland (stora backen) och Österrike (normalbacken) vann guldmedaljerna. Finland tog två silvermedaljer. De individuella tävlingarna vanns av Adam Małysz, Polen och Martin Schmitt, Tyskland. I nordisk kombination var det tre tävlingar. Bjarte Engen Vik, vann lagtävlingen med sina norska lagkamrater och den ena individuella tävlingen (K90 + 15 km) medan Marco Baacke, Tyskland vann K116 + 7,5 km sprint. Per Elofsson, Sverige och Bente Skari, Norge tog två guldmedaljer var i längdskidåkning.

## Annat
Alla hoppbackarna i Salpausselkä-anläggningen har numera plastmattor, så backarna kan även användas på sommaren. Det finns också en stor strålkastaranläggning monterad. De större backarna kan störas av vind, som kan göra tävlingarna svåra att genomföra. Numera används emellertid vindskydd, vilket har förbättrat situationen något.

## Backrekord
Officiellt backrekord i stora backen (K116-backen) är 135,5 meter, satt av Andreas Widhölzl, Österrike i världscupen 4 mars 2006. Eric Frenzel, (tysk utövare i nordisk kombination) tangerade rekordet i världscupen i nordisk kombination 29 februari 2008. I normalbacken (K90-backen) är det officiella backrekordet 98,5 meter, satt av Janne Ahonen, Finland i världscupen 4 mars 2000.